# La engañada
La engañada es el último cuento de Thomas Mann. Escrito en 1952 y 1953, cuenta la historia de una mujer menopáusica que se acerca a la muerte bajo la engañosa apariencia de un rejuvenecimiento milagroso. Como todos los últimos trabajos de Mann, este también está escrito en un estilo paródico ("En términos de estilo, en realidad solo conozco la parodia" ), lo que da la impresión de que Félix Krull escribió el libro mientras Thomas Mann estaba mirando sobre su hombro.
La engañada se publicó por primera vez en la revista Merkur en 1953. En el mismo año, la primera edición del libro fue publicada por S. Fischer Verlag. En 1958 la historia fue incluida en la Edición completa de Estocolmo.

## Trama

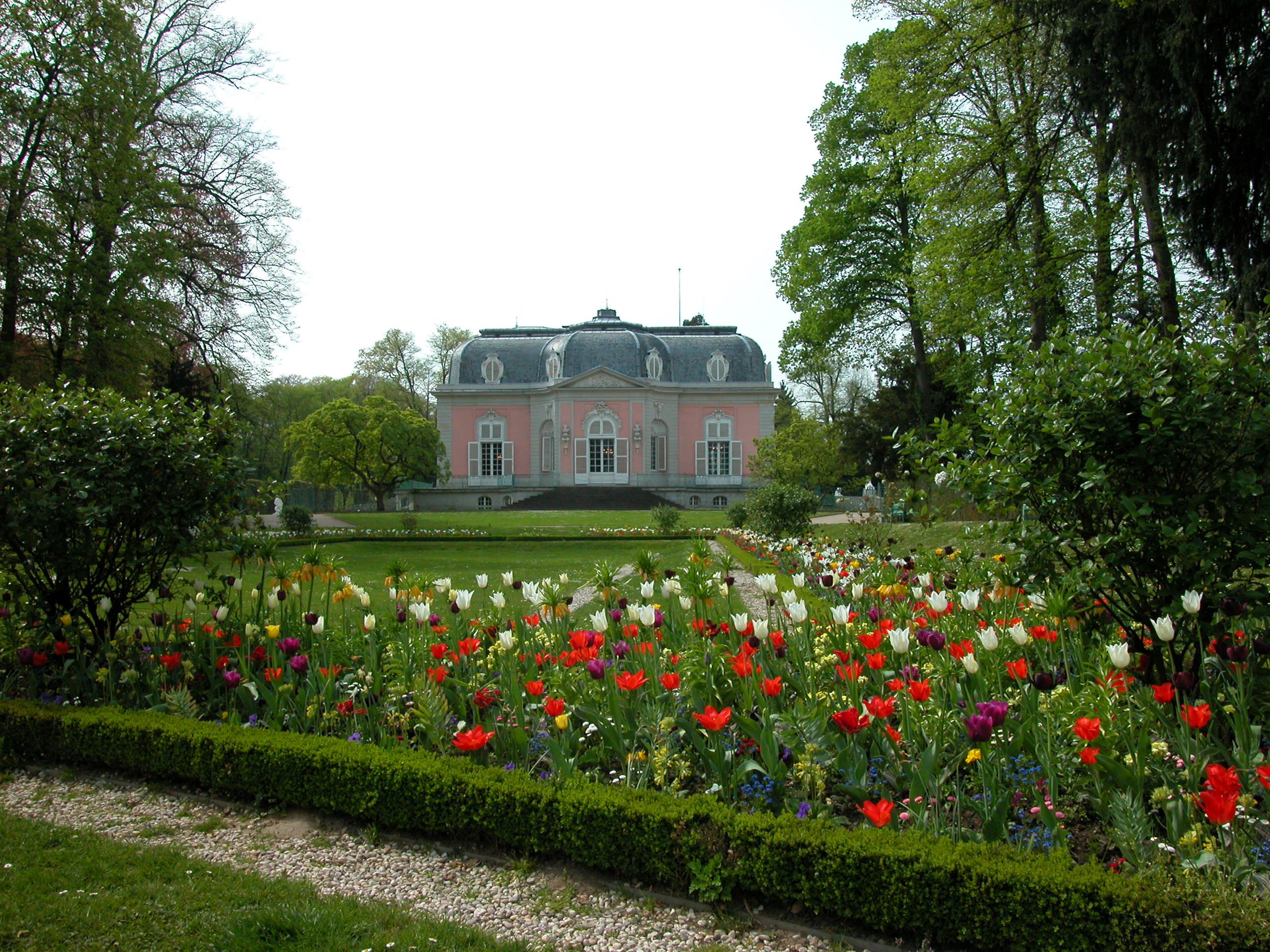
Schloss Benrath, que juega un papel central como "Schloss Holterhof" en Die Betrogene.

Rosalie von Tümmler, viuda desde hace muchos años, vive en Düsseldorf con su hija Anna y su hijo Eduard. Si bien solo tiene una relación superficial con su hijo, existe un vínculo mucho más profundo con su hija, de casi treinta años, quien estudió pintura y ha permanecido soltera a causa de tener un pie zambo. Su madre lo lamenta, pero por otro lado, disfruta de la ventaja de tener siempre a un familiar con quien hablar, aunque las opiniones de madre e hija suelen diferir: mientras que Rosalie es una apasionada amante de la naturaleza y de todo lo que concierne al sexo femenino, tiene un instinto infalible –reconoce los embarazos, por ejemplo, en una etapa temprana–, Anna es bastante fría y racional y en su pintura –la historia transcurre en la década de 1920– se ha dedicado más a las tendencias del arte abstracto y cubista.
Rosalie se explica la actitud de su hija como ocasionada por la decepción en su vida amorosa, pero no puede aceptarlo. Ella, que describe la menstruación como un venerable acto femenino de la vida, incluso se atreve a elaborar una atrevida tesis frente al dolor abdominal mensual de Anna: Sí, eres lista y no te llevas con la naturaleza en los mejores términos. hay que trasladarlo a lo espiritual, a cubos y espirales, y como ya estamos hablando de cómo tiene que ver una cosa con la otra, me gustaría saber si hay conexión entre tu actitud orgullosa e ingeniosa hacia la naturaleza y el hecho de que te está dando este dolor de estómago cuando estás menstruando.
Anna se ríe de esta idea. Pero a Rosalie, acosada por la menopausia, no se le ha ocurrido este tema por casualidad, pues sufre por el hecho de que su sangrado menstrual se ha vuelto cada vez más irregular últimamente y se ha detenido por completo desde hace dos meses. Ella se ve a sí misma solo como una cáscara seca, rechazada por la naturaleza y mera chatarra. El ajuste del alma a la nueva constitución del cuerpo aún no ha tenido éxito.
En esta fase de su vida conoce a una nueva persona. Eduard, que se está preparando para el examen de graduación (Abitur) de la escuela secundaria y se ha dado cuenta de que necesitará conocimientos de inglés en el futuro, ha contratado a un tutor privado, un estadounidense joven y atlético llamado Ken Keaton, que llegó a Europa durante la Primera Guerra Mundial y se quedó aquí. Rosalie rápidamente desarrolla más que un afecto maternal por este joven. No solo Anna, sino también Eduard pronto se dan cuenta de ello. Eduard, avergonzado, pero sin nombrar sus motivos reales, le sugiere a su madre que de ahora en adelante se prescinda de los servicios de Keaton, ya que él ha adquirido un conocimiento básico de inglés, pero Rosalie se niega. Un poco más tarde, habla con Anna sobre su amor. La hija es infeliz a causa del sufrimiento de su madre y la intolerable situación, ya que, después de todo, Ken podría ser el hijo de Rosalie en términos de edad. Ella hace todo tipo de diplomáticas sugerencias para calmar la situación y reducir la influencia de Ken, pero Rosalie sigue enfatizando que no quiere saber nada al respecto. Cuando su período recomienza repentinamente, se siente rejuvenecida y ve confirmado su derecho a amar al joven. Mientras ella ve lo sucedido como resultado de la influencia de su alma sobre su cuerpo, Anna sigue bastante preocupada, porque lo sucedido no altera los hechos externos y su madre más bien parece débil físicamente.

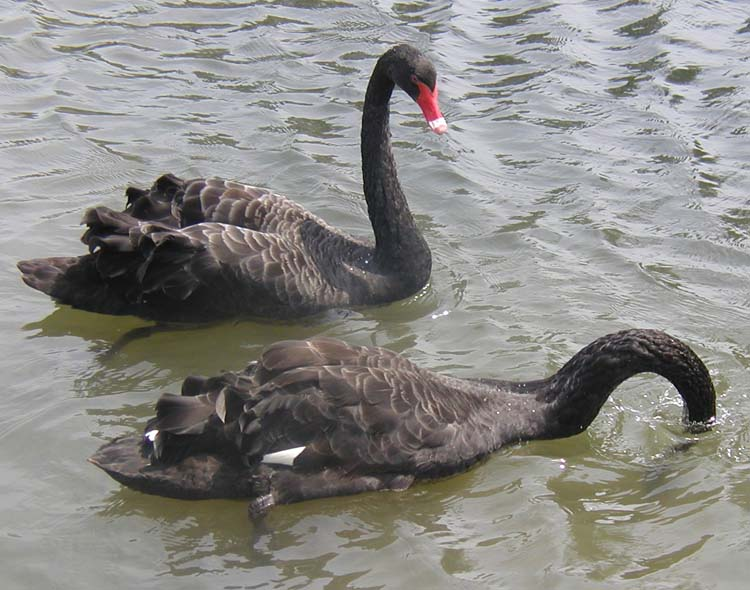
Cisnes de luto

Pero cuando Ken, que muestra un gran interés por la vieja Europa y reprocha a su propio país su falta de atmósfera histórica, sugiere un viaje al castillo rococó Holterhof en el Rin, Frau von Tümmler recupera inmediatamente energías. Navegan el domingo siguiente. Cuando llegan a tu destino, primero pasean por las magníficas avenidas del majestuoso parque. Sin embargo, los enormes árboles viejos y las plantas exóticas contradicen el sentido idílico de la naturaleza de Rosalie. Por el momento, solo está interesada en alimentar a los cisnes negros en el estanque del castillo, especialmente porque puede comer el pan duro que Ken trajo para los animales y que ha almacenado el calor de su cuerpo. Luego entran al castillo para participar en una visita guiada. El inválido de guerra, que repite descripciones memorizadas, también le muestra al grupo de visitantes, entre otras cosas, una puerta secreta detrás de papel tapiz y, mientras los otros visitantes continúan, Rosalie y Ken se deslizan en las habitaciones secretas detrás de ella. Rosalie cae en los brazos de Ken en el pasillo que huele a humedad. Él la conduce más adentro a una alcoba […] cuyo empapelado está entretejido con parejas de palomas picoteando. Allí hay un sofá de dos plazas, en el que un tallado Cupido con los ojos vendados sostiene en una mano algo parecido a una antorcha. Rosalie lamenta tener que confesarle a Ken su amor en esta tumba y en este aire muerto, y lo consuela para la noche siguiente, cuando quiere visitarlo en su habitación. Los dos abandonan la cámara de placer muerta (tote Lustgemach), salen y se mezclan nuevamente con los visitantes del castillo.
Sin embargo, Rosalie no puede cumplir su promesa. Por la noche, su abundante sangrado se repite de manera preocupante. Se llama a un médico y rápidamente descubre que el supuesto resurgimiento de la feminidad se debe a un cáncer avanzado. Ya no hay ninguna perspectiva de curación o incluso de ralentización del proceso de la enfermedad. Rosalie vive unas pocas semanas más y durante este tiempo a menudo menciona el cisne negro que le siseó cuando estaba comiendo el pan de Ken. Poco antes de su muerte, tiene un momento de claridad y le pide a Anna: no hables de engaños y de la burlona crueldad de la naturaleza. No la menosprecies como yo no lo hago. No me gusta ir allí - separarme de ti, de la vida con su manantial. Pero, ¿cómo sería la primavera sin la muerte? Después de todo, la muerte es un gran medio de la vida, y cuando me dio la forma de la resurrección y el deseo de amor, eso no fue una mentira, sino la bondad y la gracia.

## Interpretación
Entender la historia como una mera anamnesis de una enfermedad insidiosa sería sólo reconocer su estructura superficial y no la profunda. De hecho, Thomas Mann desarrolla aquí una vez más uno de sus temas básicos: el de la compleja dialéctica de la vida y la muerte. Rosalie von Tümmler tiende a una adoración entusiasta, casi mística, de todos los seres vivos. Precisamente por su piedad natural ingenua y entusiasta, con la que cree que no debe ser infiel a la gran prerrogativa de la naturaleza, la renovación de todos los seres vivos, viola la ley del envejecimiento.

### La morbosa primavera
Los dos motivos de la primavera y la muerte están inextricablemente vinculados a lo largo de la historia. Rosalie siente que la estación de su nacimiento le da fuerza y juventud y cree que la naturaleza es capaz de hacer verdaderos milagros, especialmente en este momento. La idea repetidamente mencionada de la fuente de la juventud y de la vara de la vida, también pertenece a este contexto, al igual que el repetido distanciamiento de Rosalía de la incredulidad de la bíblica Sara, quien, sin embargo, con su risa pragmática ante la afirmación de que tendría un hijo en la vejez, muestra una relación mucho más objetiva con lo que sucede en la naturaleza que Rosalie. Su hija la describe como una romántica con ideas místicas.

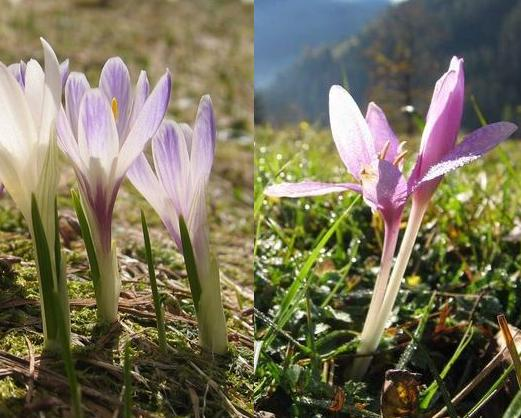
Crocus de primavera y narciso de otoño

Pero mientras que tanto la fuente de la juventud como el efecto de la vara de la vida, en una ocasión claramente apostrofados sexualmente por Rosalie, pertenecen al reino de la fantasía, el motivo de la fugacidad a menudo se manifiesta en la aparición de la naturaleza real en la historia. El roble en el Hofgarten (patio enjardinado en mansiones nobles), un lugar popular para pasear, ya está hueco y parcialmente muerto, solo algunas ramitas todavía tienen hojas en primavera. Rosalie describe la apariencia ambivalente del crocus de la siguiente manera: ¿No es extraño [...] cuánto se parece al narciso de otoño? ¡Es tan bueno como la misma flor! El final y el principio – uno podría confundirlos, son tan parecidos – uno podría verse transportardoe al otoño al mirar el crocus y creer en la primavera al ver la flor del adiós. Anna, como si previera el final de su madre, responde que la naturaleza tiene una graciosa tendencia a la ambigüedad y la mistificación. Esto también es evidente cuando las mujeres de repente huelen el olor a almizcle mientras dan un paseo y a continuación se dan cuenta de que la fuente de este olor, que a menudo se percibe como un afrodisíaco, es un montón de basura podrida y repugnante donde zumban los moscardones.
Incluso el personaje de Ken Keaton puede entenderse como portador de estas cualidades ambivalentes. Pareciendo joven y en la flor de la vida, perdió un riñón como resultado de una herida de guerra y ya tiene una pequeña pensión por discapacidad. Sus grandes pasiones incluyen los personajes históricos muy tempranos y las viejas costumbres del continente europeo: también es él quien informa a la familia Tümmler sobre los ritos de fertilidad, entre otras cosas. Antes del recorrido por el castillo, se entusiasma diciendo que no hay nada que se desmorone con esta gracia aristocrática en el Nuevo Mundo y, por lo tanto, demuestra ser un defensor de la decadencia y la fugacidad.

### Aromas y olores
Las fragancias y los olores jugaron un papel importante en las primeras obras de Thomas Mann. En La engañada, este motivo de olores ambiguos se desarrolla aún más. Rosalie von Tümmler es extremadamente sensible a los olores y combina una gran variedad de ideas y asociaciones, especialmente con los aromas que le brinda la naturaleza en las diferentes estaciones. No le gusta el olor a almizcle mencionado anteriormente, aunque sea de origen menos repugnante y obvio, mientras que no solo asocia el olor de las rosas con el mito de Cupido y Psique, sino que también piensa que el reino de los cielos debería oler a este. Sin embargo, en el momento de mayor felicidad, cuando finalmente puede abrazar a Ken, está rodeada de olor a humedad y aire viciado.
Una vez, en tono de broma, le encarga a su hija pintora la tarea de convertir los olores en cuadros, después de que Anna rechazara la sugerencia que acababa de hacerle: debería pintar algo conmovedor, por ejemplo, un ramo de lilas, junto a él dos figuras de porcelana de Meissen, a saber, un caballero que le tira un beso a una dama, y todo tiene que quedar reflejado en la mesa. Por lo tanto, la escena galante debe verse dos veces: uno puede pensar aquí nuevamente en el motivo de la confusión y el engaño que atraviesa toda la historia, pero también en un segundo mundo sombrío que muestra la superficie reflejante el inframundo o el reino de los muertos.

### Reflexión, agua y pantano.

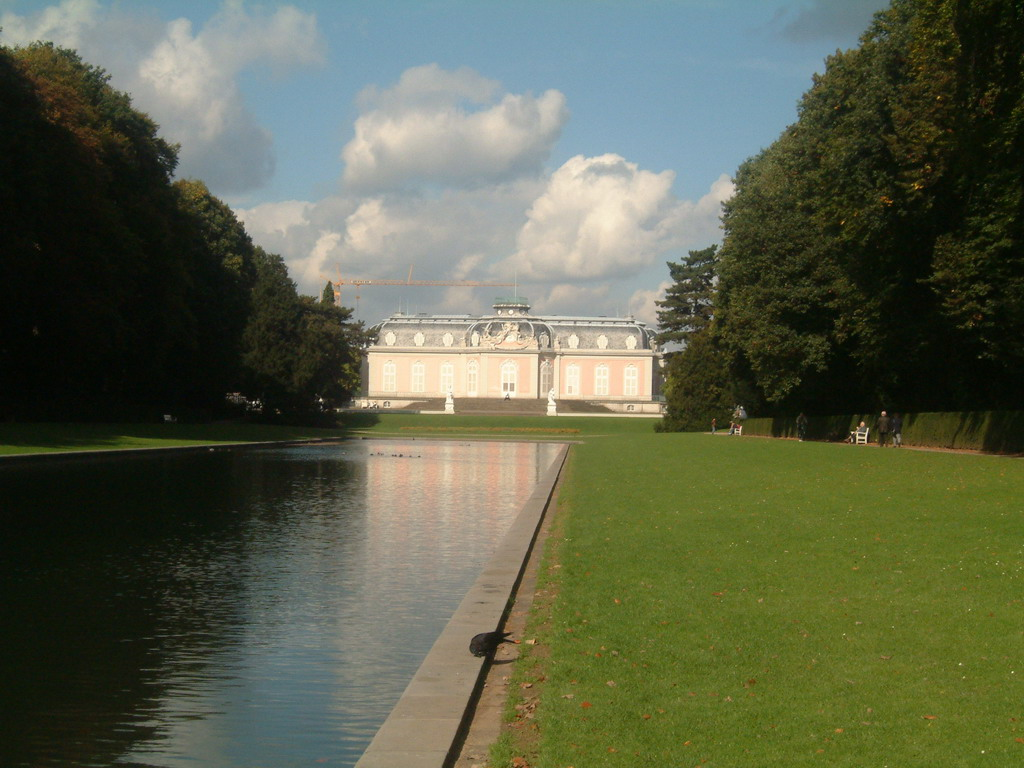
El estanque en la parte trasera del castillo.

No sólo la sugerencia de Rosalie para una pintura contiene este motivo del reflejo, también el Schloss Holterhof se presenta a los excursionistas dos veces: Llegaron al castillo, al estanque circular y brillante en el que se reflejaba. Mientras que la pintura imaginaria muestra inicialmente el acercamiento entre un hombre y una mujer, aquí está la escenería desmoronada y morbosa del abrazo entre Rosalie y Ken. Este fenómeno también continúa dentro del castillo. La desnudez de los suelos de parqué, que sólo se puede pisar con zapatillas de fieltro como si fueran barcos, absorbe las sombras de las personas como el agua quieta […], mientras que los altos espejos […] siguen creando la ilusión de imprevisibles conjuntos de habitaciones. La primera puerta oculta que el guía del castillo muestra a los visitantes -Rosalie y Ken solo usan la segunda- consiste en un espejo. Entonces, cuanto más se acerca Rosalie al abrazo con Ken y al siniestro giro de la historia, más a menudo aparece el motivo del espejo y, a más tardar, cuando se menciona la palabra "sombra", es necesario pensar en la antigua idea del reino de los muertos, especialmente porque la escena del abrazo poco después tiene lugar en un ambiente pseudo-antiguo.
El agua, el "espejo" natural que es fatal para Narciso en la mitología antigua, no aparece sólo en este contexto de la historia. La engañosa fuente de la juventud también puede contener agua, pero en cualquier caso cabe señalar que Rosalie se niega a tomar el tranvía a Holterhof, sino que alquila un barco privado, y que antes de visitar el castillo habla principalmente de los cisnes negros, que nadan en el foso del parque. Este motivo también se concentra en torno al clímax de la historia, y ciertamente es legítimo asociar las aguas mencionadas con el río Styx, es decir, el camino hacia el inframundo mitológico: en el momento en que Rosalía casi cumple su deseo de amar, se ve engañada y debe decir adiós.
Parte de esa metáfora del agua es también el motivo de la ciénaga y la humedad, que también aparece varias veces en la historia. Ya al comienzo del cuento se habla de un pliegue en el suelo, del que suben los olores en los cálidos y húmedos días de junio, que Rosalía comenta así: Este es el aliento de la naturaleza […] calentada por el sol y empapada de humedad, sopla felizmente de su regazo hacia nosotros. Aquí se alude a la fertilidad femenina, de manera similar a la conversación anterior sobre la polinización por el viento de los álamos blancos amantes de la humedad, y no es coincidencia que se vuelvan a mencionar hacia el final de la historia: se encuentran en el borde del cuerpo de agua algo viscoso. sobre el que se deslizan los cisnes negros.
La conexión entre los temas de humedad, pantano, limo y sexualidad femenina es tan obvia como su conexión con el motivo de la muerte. En una función similar, aparece la visión de la jungla húmeda y rebosante en La muerte en Venecia.
Aunque Rosalie von Tümmler, según su hija, no lee mucho, es ella (y no la inusualmente inteligente Anna) quien se refiere repetidamente a tradiciones literarias. La reminiscencia bíblica es evidente en las numerosas referencias a Sara, a quien Rosalía expresamente no quiere tomar como modelo a seguir: Yo, yo no quiero haberme reído. Quiero creer en el milagro.

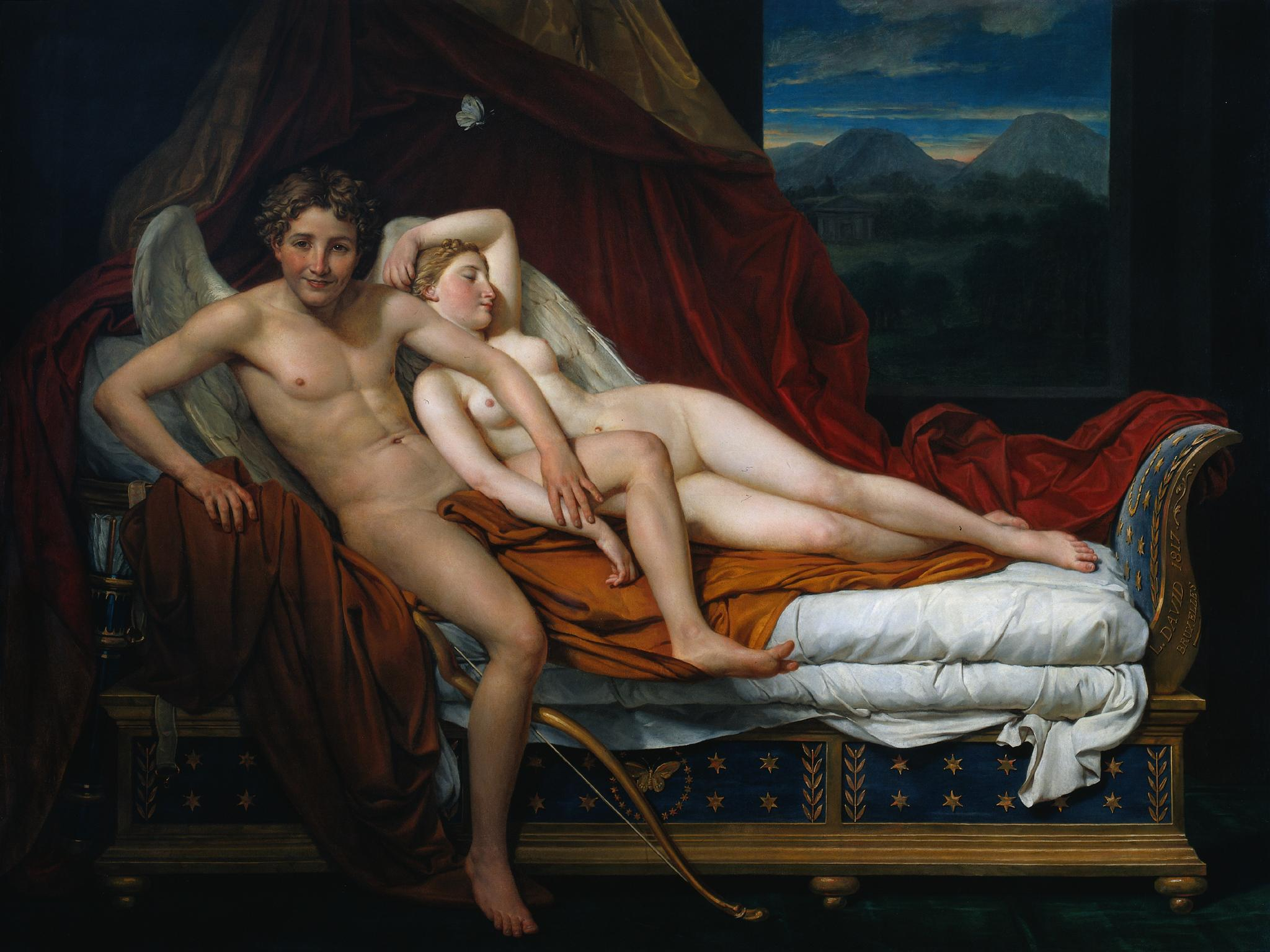
Cupido y Psique (Jacques Louis David)

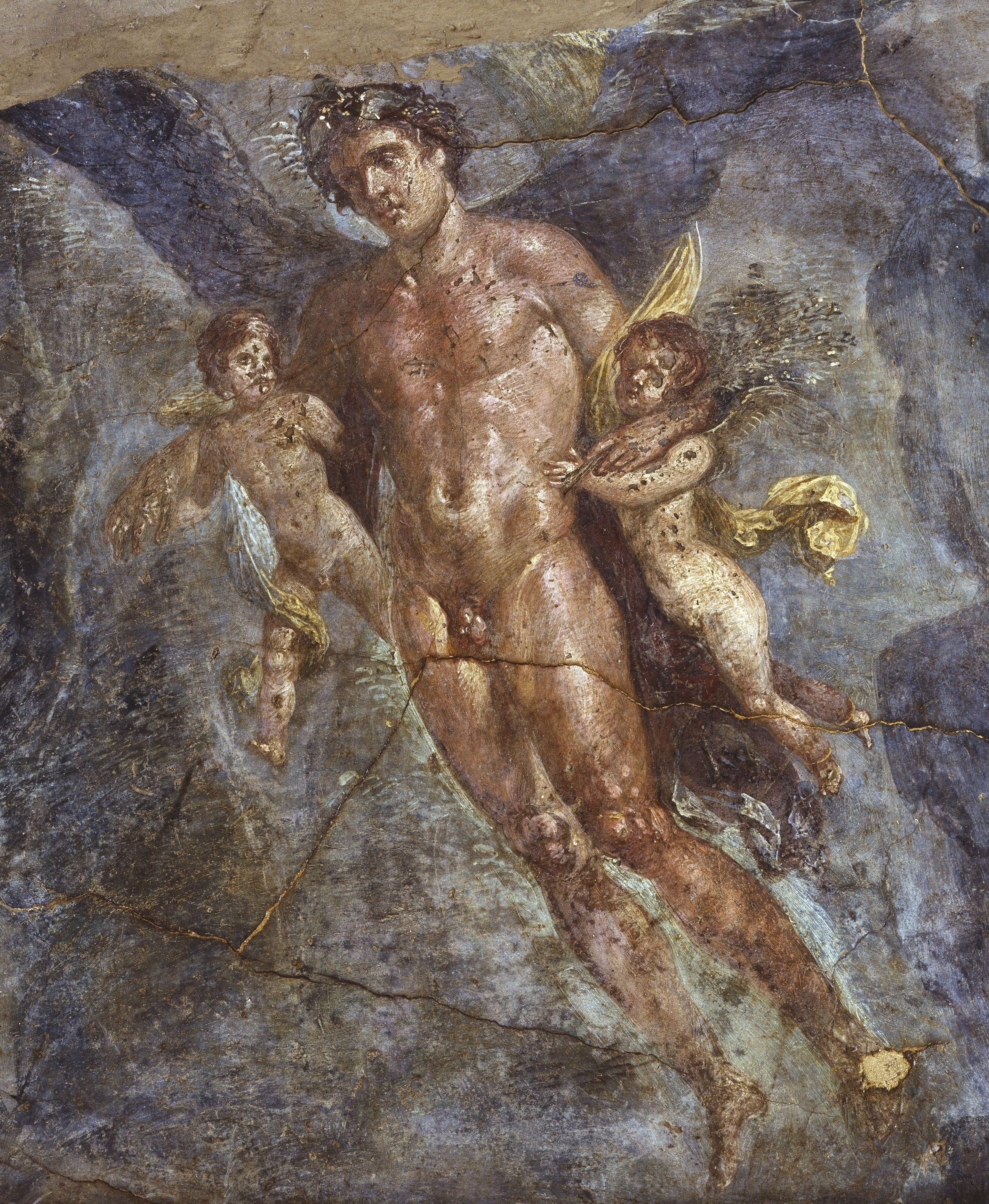
Céfiro

Pero Rosalie no solo está familiarizada con la Biblia: En vista de un montón de basura maloliente, cita casi textualmente Intriga y amor, de Schiller, pero no una frase que se escucha en el escenario y, por lo tanto, familiar para los espectadores, sino más bien una acotación escénica: un palaciego servil, extremadamente tonto, del cual se dice que entra con un gran chillido y esparce un olor a rata almizclera por toda la planta baja. ¡Cómo siempre, tenía que reírme del pasaje! Si bien su conocimiento de este pasaje debe estar basado en la lectura del texto de Schiller, no está claro cómo conoció Amor y Psique, el cuento de hadas originalmente griego, pero transmitido en la versión de Apuleyo. Lo que sucede ha sido modelado de forma múltiple en palabras, imágenes y adaptaciones musicales y puede pertenecer al material educativo. En cualquier caso, Rosalie conoce muy bien una escena de la historia: Psique, que nunca ha visto a su amante, se inclina una noche sobre el durmiente, sosteniendo una lámpara de aceite, y se da cuenta de que es Cupido. Apuleyo describe con gran detalle la impresión visual que ella recibe. Rosalie, por su lado, no entra en detalles sobre la belleza visible de Cupido, pero dice que cuando Psique se inclinó con la lámpara sobre el Cupido dormido, su aliento, sus rizos y mejillas ciertamente habrían llenado sus fosas nasales con […] fragancia.
Así que aquí, a diferencia de la cita de Schiller, ella interpreta una experiencia olfativa en un texto o un mito en el que no se encuentra originalmente. Pero, ¿por qué esta conexión entre el destino de Rosalie y la antigua leyenda? El desenlace de Cupido y Psique presenta, tras diversas complicaciones, un final feliz, del casamiento surge una hija, Voluptas. Eso es exactamente lo que Rosalie tiene intención de experimentar por primera vez en su relación con Ken: ahora el pensamiento de despertar con sus golpes de varilla [el ya citado rito de fertilidad] hace que todo mi interior se desborde, inundado de vergonzosa dulzura. Lo deseo, ¿lo he deseado alguna vez? Tümmler me deseó cuando era joven, y lo soporté, consentí en su cortejo, lo tomé en matrimonio en su majestuosidad, y cultivamos la lujuria a su deseo. Esta vez soy yo quien desea, por voluntad propia.
Pero no solo el final de la saga está relacionado con la historia de Thomas Mann. Ya que en la versión de Apuleyo, en el destino de Psique intervienen dos poderes, que sirven pero también potencialmente arruinan: el río –aquí también se esconde el motivo del agua– y Céfiro, el viento del oeste. Entre otras cosas, este último se asegura de que Psique entre en el edificio con forma de castillo en el que comienza su vida amorosa con Cupido. Este Céfiro -por cierto, según otro mito antiguo, el celoso asesino de Jacinto- es mencionado nuevamente: a Rosalie le gusta hablar de la polinización por el viento, es decir: del servicio de amor de Céfiro a los niños del campo. Entonces, para Rosalie, el viento no solo transporta olores de un lugar a otro, sino que también tiene un significado claramente erótico. En el viaje en barco se canta a sí misma con los ojos cerrados: Oh viento de agua, te amo, ¿tú también me amas, viento de agua? y combina en esta composición los dos motivos más importantes de la historia: la muerte en forma de agua engañosa y reflectante que lleva al más allá y el amor en forma de viento fecundador al servicio de los amantes.

### Luz y oscuridad
Los ojos cerrados de Rosalie en su declaración de amor al "viento de agua" a la brillante luz de la mañana recuerdan a la estatua de Cupido en el gabinete secreto del castillo, que sostiene una lámpara en la mano pero tiene los ojos vendados al mismo tiempo. Aparentemente no debería o no quiere ver lo que está pasando en la habitación oculta. Según Apuleyo, Psique también sostiene la lámpara en su mano, mencionada por Rosalie. Pero en Thomas Mann no utiliza esta lámpara. Ella no ve, solo huele. Del mismo modo, Rosalie se niega a prestar atención al llamado de Anna y a no ver a Ken "en la luz transfiguradora" de su "amor", ni siquiera por un momento: le haces una injusticia con tu "luz del día", que es tan falsa, tan completamente engañosa. Esta negativa a abrir los ojos, tanto en sentido figurado como literal, parece casi la contrapartida de su deseo, inicialmente expresado a su hija que pinta, de esforzarse por transmitir la felicidad invisible al sentido de la vista.

### Nombres de los personajes

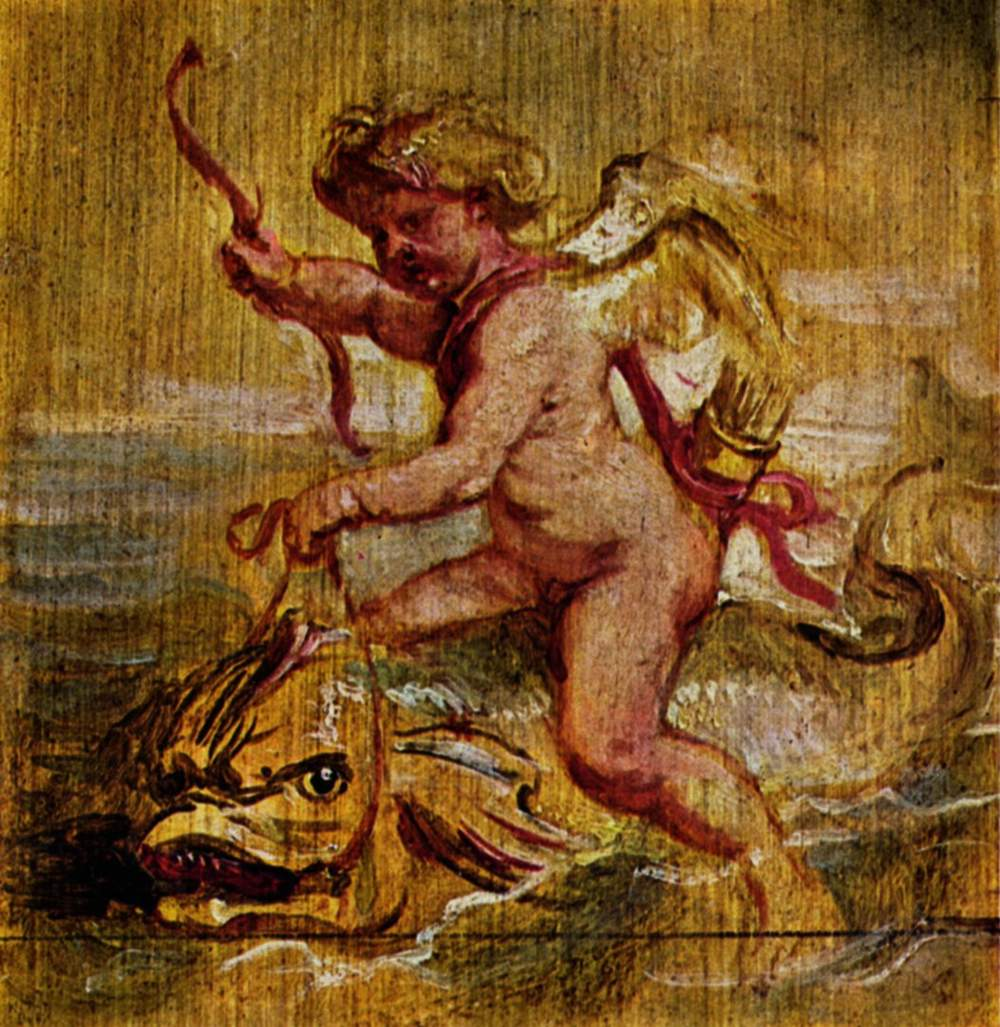
Cupido cabalgando sobre un delfín (¿Tümmler?) (Peter Paul Rubens)

No es casualidad que el nombre de pila de Frau von Tümmler sea Rosalie y que sea una apasionada amante de las rosas. El simbolismo de la rosa conduce a un topos conflictivo como el amor y la muerte, la pasión y la renuncia, la alegría y el dolor. La rosa también hace referencia a la feminidad en general y a la sexualidad femenina en particular. El apellido de Rosalie tampoco fue elegido al azar. Por supuesto, obtuvo el nombre de Tümmler de su difunto esposo, quien se dedicó (getummelt) al erotismo despreocupadamente. Si uno piensa en los motivos principales de la historia, también encuentra la asociación con el agua, el hábitat de los delfines. Menos común es el término Tümmler para una fuente de hambre (un caso especial de manantiales kársticos), que es conocida por la brotación errática de agua de cuevas subterráneas, que a menudo aumenta en primavera. Una comparación con los síntomas de enfermedad de Rosalie es obvia aquí. El delfín también puede estar relacionado con la diosa griega Deméter, cuya especie simbólica es el delfín. En la mitología griega, este mamífero marino y la diosa Deméter representan el principio de lo femenino y sus manifestaciones como doncella por un lado y arquetipo de madre por el otro. Los delfines también simbolizan los órganos del parto (llamados delphys en griego antiguo), cuya infestación cancerosa maligna resulta ser la causa del supuesto resurgimiento de la feminidad de Rosalie y la muerte de la engañada.
Ken pudo haber obtenido su apellido del actor de cine Buster Keaton, quien tenía cualidades atléticas similares a las del personaje literario pero era conocido por su expresión perpetuamente pétrea. Mann expresó su admiración por Keaton en su diario justo antes de terminar de trabajar en la historia. En la superficie, sin embargo, el Ken Keaton de la historia se parece más al conocido de Golo Mann, Ed Klotz, quien también frecuentaba la casa de Thomas Mann en Pacific Palisades y quien posiblemente le proporcionó a Eduard von Tümmler su nombre.
El origen del nombre del médico de familia, Dr. Oberloskamp está claro: Así se llamaba el abogado de Düsseldorf de quien Thomas Mann había recibido el Merianheft (una guía de viaje) sobre Düsseldorf con información sobre el castillo de Benrath y otros datos, como los tiempos de la navegación en el Rin.
El profesor Zumsteg, de quien se dice que tiene el ojo para las pinturas de Anna que le falta a Rosalie, tiene un nombre que es frecuente en Suiza. Mann puede haber tenido en mente al coleccionista de arte de Zúrich Gustav Zumsteg, quien, al igual que su Kronenhalle, en el que solo exhibió cuadros de 1957, no se menciona en los diarios de Thomas Mann durante la época en que escribió el cuento.

## El "amor imposible" en Thomas Mann
El motivo del amor "imposible", combinado con el de la muerte, aparece en las obras de Thomas Mann desde los primeros tiempos. En 1902 preguntó a Hilde Distel de Dresde sobre los detalles de un asesinato que había tenido lugar allí un año antes: una mujer de casi cincuenta años había disparado en el tranvía al mucho más joven que ella, músico y compositor, Gustav Adolf Gunkel. Mann pudo inferir de los informes que recopiló, que en el caso de Hilde Distel se trataba de un acto de una persona mentalmente enferma, no "normal", sino simplemente "demasiado mayor" y, por lo tanto, una amante celosa sin posibilidades, lo llevó a perder interés en las personas involucradas.
Sin embargo, el asesinato en el tranvía apareció décadas después en Doctor Faustus. Superficialmente, la asesina tiene los rasgos de la hermana de Mann, Julia, y actúa por celos. En el fondo, sin embargo, también encarna el propio anhelo de Thomas Mann por el joven Paul Ehrenberg, cuyos rasgos adopta la víctima del asesinato en la novela. Aquí, así como en la novela corta Muerte en Venecia, que apareció mucho antes, el amor es “imposible” porque (si se ve al personaje de Ines Institoris como una personificación de los anhelos de Thomas Mann) también aparecen las tendencias homofílicas de Thomas Mann en muchas otras partes de sus obras. Por cierto, también se pueden encontrar escondidos en Lo engañada, por ejemplo cuando Rosalie filosofa: Esta vez soy yo quien desea, por mi propia voluntad, por mi propia iniciativa, y le he echado el ojo como un hombre. Poco después dice: La juventud es femenina y masculina es la relación de la vejez con ella, pero no feliz y confiada en su deseo, sino llena de vergüenza y temor ante ella y toda la naturaleza a causa de su ineptitud. Esto también recuerda los tormentos amorosos del anciano Aschenbach y el motivo del Fedro en La muerte en Venecia.
En otras obras de Thomas Mann, el amor es “imposible” por otras razones, por ejemplo, el jorobado Johannes Friedemann no tiene ninguna posibilidad de ganarse el corazón de Gerda von Rinnlingen debido a su apariencia. Sin embargo, la muerte no suele presentarse bajo la apariencia de un dulce engaño, como en la presente historia, sino que tiene claros rasgos de autodestrucción. En Der Kleine Herr Friedemann, el amante minusválido y por tanto desesperado se ahoga tras ser rechazado por el objeto de su deseo. Aschenbach permanece en Venecia, muy consciente de los peligros que plantea la epidemia de cólera, y finalmente muere frente a su amado Tadzio. Paolo Hofmann, que tiene una enfermedad cardíaca, casi muere en la noche de bodas, porque la voluntad de ser feliz fue más fuerte que la razón. Frente al flaco y aniñado Johnny Bishop, el infantil protagonista de Cómo pelearon Jappe y Do Escobar también se ve impulsado a lanzarse a la refriega, aunque nada más lejos de su mente que la violencia y poner en peligro su propio cuerpo. El tema es llevado al extremo en el ya mencionado Doctor Faustus. Aquí al protagonista Adrian Leverkühn se le prohíbe explícitamente amar a los seres humanos, e interpreta la terrible muerte del pequeño Echo como consecuencia de la violación de este pacto con el diablo. En comparación con estos ejemplos, la muerte de Rosalie von Tümmler puede considerarse leve, como se afirma en la última frase del cuento.
El 2 de abril de 1953, Thomas Mann escribió en su diario después de haber enviado el manuscrito a los editores: Cierta euforia por haberlo hecho. Los comentarios de Erika sobre cuánto pertenece a mis 'cosas originales'. Cuenta la emoción de Klaus de que todas mis historias de amor caen en el reino de lo prohibido y lo mortal. [sic!] pertenecen, - aún cuando soy un 'esposo feliz y padre de seis. ' Sí / Sí... Esta historia, siendo la misma, sigue siendo una exageración. Al menos no es débil.
Un “amor imposible” conecta a Thomas Mann con Düsseldorf, escenario de la novela. Klaus Heuser, de 17 años, de quien se enamoró en Sylt en el verano de 1927 y a quien más tarde invitó a Múnich, provenía de Düsseldorf.

## Las fuentes de Thomas Mann
Los diarios de Thomas Mann de 1952 y 1953 muestran con bastante precisión las fuentes de las que se alimentó la historia. Un día, durante el desayuno, Katia Mann le contó a su esposo sobre una aristócrata de Múnich que había sufrido la misma tragedia médica que Rosalie von Tümmler, incluida una mala interpretación en el contexto de una historia de amor con el tutor de su hijo. Mann retomó rápidamente el tema y, mientras aún estaba en Estados Unidos, hizo que el Dr. Rosenthal lo informara de posibles hallazgos clínicos. Acerca de Dusseldorf y Renania se carteaba con Grete Nikisch, pero luego, habiendo regresado a Europa, parece haber prestado más atención a la información proporcionada por el Dr. Oberloskamps. El archivo de Thomas Mann contiene el Merianheft sobre Düsseldorf (vol. 4, número 5, mayo de 1951), que Rudolf Oberloskamp le había enviado. Para sus descripciones del hombre del castillo de Benrather usó la representación del mismo tema en la novela autobiográfica de Emil Barth The Wandering Star (publicada por primera vez en 1939, nuevamente en 1951). El uso del libro 'Apuleyo. Amor y Psique' no es del todo seguro, pero sí muy probable, con un comentario de Erich Neumann: Eros y Psique: Una contribución al desarrollo mental de la mujer, Zúrich 1952.
Se puede presuponer en el caso de Mann un conocimiento exacto del libro y la música de la Traviata / La dama de las camelias. Tiene sentido pensar también en Alma Mahler.

## Origen y primera difusión

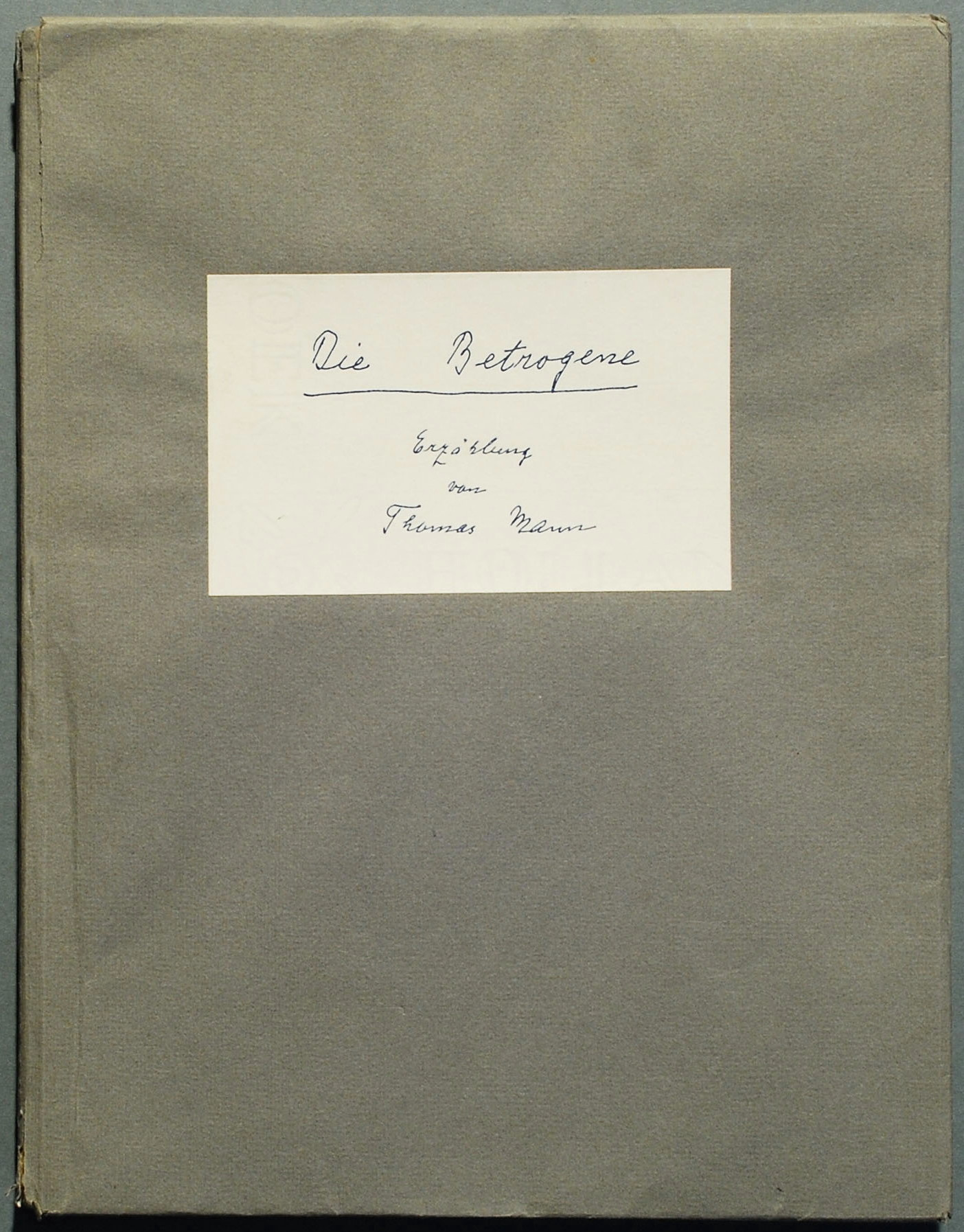
Facsímil del manuscrito como impresión bibliófila

La historia fue escrita con algunas interrupciones y bajo circunstancias que pesaron mucho sobre Thomas Mann. En los diez meses que trabajó en La engañada, por ejemplo, acontecieron la decisión y realización de la mudanza de los EE. UU. a Europa, donde, sin embargo, no pudieron encontrar al principio un alojamiento adecuado y añoraban la cómoda casa de California, que había debido vender, lo que tuvo un efecto negativo en el estado de ánimo del autor. La muerte de su yerno Giuseppe Antonio Borgese también perturbó su ritmo habitual de trabajo, y las reflexiones sobre su propia edad no contribuyeron a alegrarlo. En su diario, se quejó repetidamente de la falta de interés en el trabajo, bajo cuya influencia a veces solo avanzaba laboriosamente con la creación de La engañada, especialmente porque, como señaló una vez, ni Ken ni Rosalie le eran particularmente importantes. Hacia el final del trabajo, animado por su esposa y su hija mayor Erika, a quienes les leyó extractos de la obra, el estado de ánimo de Thomas Mann volvió a mejorar, y en particular la rápida venta de las primeras ediciones y algunos comentarios positivos después de que el libro fuera a imprenta, contribuyeron al entusiasmo que ya había sentido después de terminar el trabajo. Si en un principio le había preocupado el carácter "groseramente clínico" que había asumido esta vez la preocupación por su antiguo tema del amor y la muerte, ahora afirmaba que no todos los críticos entendían la dialéctica de las conversaciones entre Anna y Frau von Tümmler y las apreciaban de la forma debida, y que el libro, a pesar de su tema aparentemente femenino, no era un libro para mujeres. Aparentemente sintió que este canto del cisne era un punto culminante y una conclusión adecuada para el trabajo de su vida. En cualquier caso, en el período que siguió, volvió a sufrir de falta de entusiasmo por el trabajo y deseaba una perspectiva que le permitiera la continuación del trabajo sobre Felix Krull, el fragmento de su juventud, que en realidad no podía darle.